# Hilara ozerovi
Hilara ozerovi är en tvåvingeart som beskrevs av Straka 1987. Hilara ozerovi ingår i släktet Hilara och familjen dansflugor. Inga underarter finns listade i Catalogue of Life.